# Claudy
Claudy (Iers: Clóidigh) is een plaats in het Noord-Ierse County Londonderry. Claudy telt 1323 inwoners. Van de bevolking is 21,4% protestant en 77,9% katholiek.

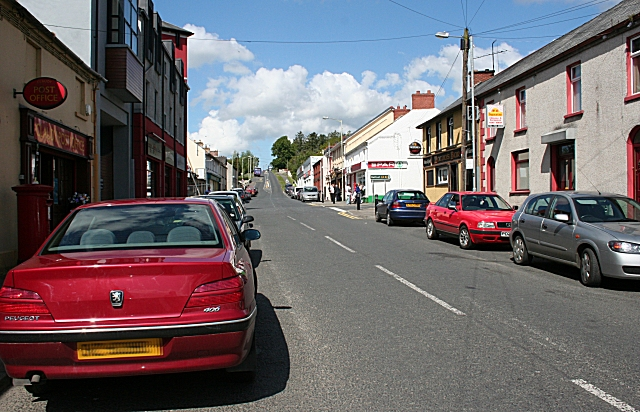
Claudy
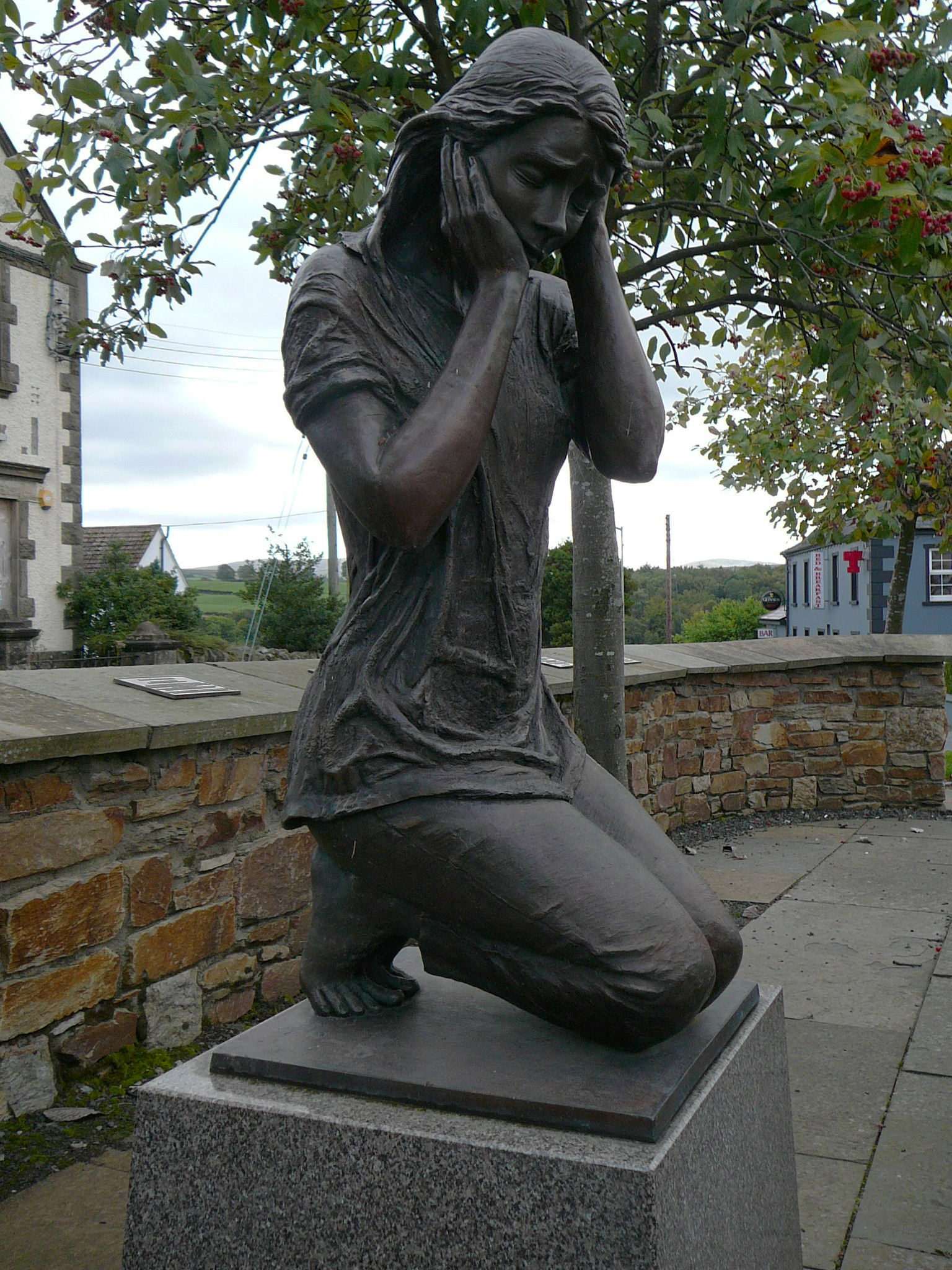
Gedenkplaats voor het bombardement op Claudy